# Romildo Mercatelli
Romildo Mercatelli (Casalecchio di Reno, 2 marzo 1901 – Bologna, 15 gennaio 1985) è stato un calciatore italiano, di ruolo difensore.

## Carriera
Cresciuto nel Bologna, con i felsinei ha esordito in Serie A a Genova il 2 giugno 1929 nella partita Genoa 1893-Bologna (3-0). Poi ha disputato sette consecutive stagioni a Rovigo.

## Palmarès

### Club

#### Competizioni nazionali
- Campionato italiano: 1

Bologna: 1928-1929